# Белорусская федерация велосипедного спорта
Белорусская федерация велосипедного спорта (БФВС, англ. Belarusian Cycling Federation, BCF) — спортивная общественная организация, обладающая исключительными полномочиями по управлению развитием велосипедного спорта в Республике Беларусь.

## Общие сведения
Общественное объединение «Белорусская федерация велосипедного спорта» основано 17 января 1992 года.
В 1992 году Белорусская федерация велосипедного спорта официально признана Международным союзом велосипедистов (UCI) и Европейским союзом велосипедистов (UEC) в качестве единственной организации, обладающей исключительными полномочиями по управлению развитием велосипедного спорта в стране, проведению связанных с велосипедным спортом национальных и международных соревнований на территории Республики Беларусь, представлению данного вида спорта в субъектах международных спортивных отношений: осуществлению связей и контактов с Международным Союзом Велосипедистов, национальными союзами и федерациями велосипедистов в других странах, а также иными иностранными, белорусскими и международными объединениями.
Основная цель деятельности ОО «БФВС» — популяризация и развитие велосипедного спорта и велосипедного движения в Республике Беларусь.
Белорусская федерация курирует развитие детско-юношеского велоспорта, массового велосипедного движения в республике и укрепление материально-технической базы. В рамках деятельности федерации происходит постоянное совершенствование системы организации и проведение внутренних соревнований, а также системы подготовки и повышения квалификации тренерского и судейского состава
.

## История развития велосипедного спорта в Белоруссии
История развития велосипедного спорта в Белоруссии началась в 1895 году, когда в Витебске, а затем и в других городах появились первые велосипеды. Спустя три года, в 1898 году, в белорусской губернии были проведены первые соревнования.
Первый чемпионат республики по велоспорту был проведен в 1926 году. С тридцатых годов в Белоруссии регулярно проводятся многодневные гонки по маршрутам, пролегающим по всей территории страны.
Официально признано, что дебют белорусских спортсменов на Олимпиадах датируется 1952 годом. Тогда спортсмены выступали под флагом сборной СССР. Вместе с тем, один беларус участвовал в главных стартах четырёхлетия ещё в 1928 году., правда, в составе польской команды. Уроженец г. Бреста, Николай Дранько многократный победитель шоссейных и трековых гонок в одной из трековых дисциплин в олимпийском Амстердаме занял почетное пятое место.
С момента вхождения Западной Белоруссии в сентябре 1939 года в состав СССР Николай Дранько начал выступать на шоссейных и трековых соревнованиях за общество «Динамо». Ещё до войны он основал в родном Бресте знаменитую велосипедную ДЮСШ, первый большой успех которой принес его ученик Евгений Малец, ставший чемпионом СССР. А вообще, более полусотни воспитанников Николая Васильевича стали призёрами всесоюзных первенств, свыше двухсот — отличились на республиканских соревнованиях. Все их достижения директор отмечал флажками на огромной — на всю стену — карте.
Уже в пятидесятые годы Дранько Н. В. ориентировал спортсменов на многодневки «Джиро д’Италия» и «Тур де Франс»… Сам до пятидесяти лет участвовал в соревнованиях, а во время тренировок крутил педали наравне с воспитанниками до самой старости.

### 1945—1960
Сильнейшими в республике в те годы были супруги Большаковы, Александр Корнилов из Гомеля, Николай Дранько и Евгений Малец из Бреста, Лев Марковский из Минска. Они успешно выступали и на всесоюзной арене.
Чемпионат СССР 1951 г., I спартакиада народов СССР 1956 г., II спартакиада народов СССР 1959 г.

### 1961—1970
Высокими результатами белорусы радовали на всесоюзной арене.
В сентябре 1961 года в Севастополе чемпионом СССР в индивидуальной гонке на 50 км стал воспитанник Сергея Викторовича Корсеко Георгий Расацкий. Среди юниоров отличились Александр Дохляков и Анатолий Хоревич.
В 1962 году роль организатора чемпионата страны во второй раз была доверена Минску.
В 1964 году, выступая в составе сборной СССР, Александр Дохляков занял шестое место в командном зачёте на популярнейшей Велогонке Мира.
На чемпионате СССР в Туле 1965 году гонщикам из БССР покорилось золото.
На чемпионате мира Михаил Колюшев в составе сборной СССР поднялся на высшую ступеньку пьедестала почета в командной гонке преследования.
В 1967 году состоялась IV спартакиада народов СССР, на которой белорусская сборная завоевала первые медали на треке — серебряные.
1968 год. На летней Олимпиаде в Мехико состоялся официальный дебют белорусских велосипедистов.
В 1969—1970 годах победное шествие белорусских велосипедистов: Виктор Быков, Николай Дмитрук, Владимир Глебок, Валентина Сахончик, Виталий Назаренко, Дмитрий Паньков.

### 1971—1980
Знаковый для велоспорта Белоруссии 1971 год стартовал со Спартакиады народов СССР.
Победа трековой команды в индивидуальной гонке преследования.
На трековом чемпионате СССР Виктор Быков завоевал очередное «серебро», Сергей Смирнов и Николай Шиманович — «бронзу» в командной гонке преследования.
На кубке СССР в Душанбе Владимир Каминский выиграл критериум.
В 1973 году на чемпионате страны Сергей Смирнов выиграл групповую гонку по очкам, призёрами стали Виктор Быков, Николай Шиманович, Зинаида Альшевская, Алла Гецман и Петр Кутас, который отличился в гонке на шоссе.
В 1974 году в число сильнейших гонщиков СССР ворвался представитель минского Динамо Борис Исаев.
На мировой форум в Монреаль поехали Владимир Каминский, Борис Исаев (шоссе) и Валентина Смирнова (трек).
Золотую медаль на чемпионате СССР в индивидуальной гонке преследования завоевала представительница минского Динамо Валентина Смирнова.
1974 год закончился блестящим выступлением белорусов на Кубке СССР, где они стали обладателями главного трофея в общекомандной борьбе.
В 1975 году состоялась IV спартакиада народов СССР. На шоссе сборная БССР обосновалась на третьем общекомандном месте, уступив лишь России и Узбекистану.
На чемпионате мира в Бельгии во второй раз Каминский стал серебряным призёром чемпионата мира.
На Играх в Монреале Владимир Каминский принес родной республике первое олимпийское велосипедное «золото», а в 1977 году в Венесуэле, выиграл мировое «золото».
На трековом чемпионате СССР Анатолий Савенков завоевал бронзовую награду. На шоссе Владимир Каминский добыл четвёртый чемпионский титул.

### 1981—1990
1981 год начался с триумфа Олега Логвина на велогонке Мира.
Участие сборной СССР на чемпионате мира в Чехословакии.
Бронза Олега Логвина и Евгения Иванова на чемпионате СССР в составе команды «Динамо».
В 1982 году за Белорусскую Советскую Социалистическую Республику выступал заслуженный мастер спорта, олимпийский чемпион Валерий Мовчан.
Первая победа Игоря Сумникова на всесоюзных в составе молодёжной сборной СССР.
На велогонке мира 1984 года после двухгодичного затишья сборная СССР победила как в командном, так и в личном зачёте.
Удачный старт Игоря Сумникова на молодёжном первенстве мира во Франции.
Триумф советских спортсменов в командной гонке на чемпионате мира в итальянском Тревизо.
В 1986 году на чемпионате СССР в Ереване командной гонке Игорь Сумников и Виктор Климов никому не оставили шансов на успех.
На Спартакиаде народов СССР в многодневке, стартовавшей на Украине и потом переехавшей в Крым, а также на Кубе СССР в командной гонке квартету Игоря Сумникова не оказалось равных.
Победное шествие дуэта Игоря Сумникова и Василия Жданова в 1988 году на чемпионате Союза в парной гонке в г. Минске, объединившись с Климовым и Саитовым, они продублировали золотой финиш и на таком же турнире в командной гонке в Ереване.
В 1989 году создана первая советская профессиональная команда «Альфалюм».
В 1990 году на чемпионате СССР в Алма-Ате Игорь Пастухович и Игорь Новиков выиграли тяжелейшую парную гонку.

### 1991—2000
В 1991 году Игорь Пастухович и Игорь Новиков во второй раз стали чемпионами СССР в парной гонке на 50 км.
Иван Аксенов в том же году стал победителем Кубка СССР в командной гонке. Игорь Пастухович и Игорь Новиков — серебряными призёрами.
В 1992 году состоялись Олимпийские игры в Барселоне, где выступала уже не сборная СССР, а СНГ.
Последние игры в Испании, на которых белорусы выступали под одним флагом со спортсменами других республик.
Дебют белорусской сборной в 1993 г. на международной арене на чемпионате мира в Норвегии.
Бронза Натальи Цилинской на молодёжном чемпионате мира в Австралии.
В 1995 году на чемпионате мира в Колумбии в групповой гонке Александр Шарапов обеспечил белорусской сборной пять лицензий на Игры в Атланте.
На Олимпиаде 1996 году лучший результат показала Людмила Горожанская, в групповой гонке по очкам занявшая почетное 6 место.
В 1997 году на юниорской велогонке Мира сборная Белоруссии стала бронзовым призёром в командном зачёте.
В 1998 году на чемпионате мира в самом престижном виде программы — групповой гонке на шоссе Александр Усов занял 4-е место.
В 1999 году во всеуслышание заявила о себе молодёжь. Чемпионом мира в юниорской групповой гонке на треке стал представитель Динамо из Гомеля Виктор Репинский.
Демонстрация высокого уровня подготовки белорусской команды на чемпионатах мира. Победа Зинаиды Стагурской на нескольких этапах женской «Большой петли».
В чемпионате мира на треке Натальи Цилинской развила лучшую скорость в гите на 500 метров, золото в самом престижном виде состязаний — спринт.
Сиднейское золото с паралимпийских игр в копилке белорусских велосипедистов.

### 2001—2008
В 2001 году на этапах Кубка мира Наталья Цилинская выиграла шесть золотых медалей — по три в гите и спринте.
23-летний Евгений Сенюшкин, выступавший за один из профессиональных клубов — «Панария», стал участником легендарных велосипедных многодневных гонок «Джиро д’Италия» (Италия) в 2000 г. и 2002 г., «Вуэльта Испании» (Испания), победитель гонки «Трофео Матеоти» (Италия) в 2000 г.
В 2002 году белоруска Зинаида Стагурская заняла 2 место на женской версии «Джиро д’Италия» (Италия). Спустя месяц ей не оказалось равных на женской версии гонки «Тур де Франс» (Франция).
Светлана Ивахоненкова на дебютном этапе Кубка мира по трековому велоспорту в Москве завоевала для Белоруссии серебряную медаль.
Наталья Цилинская завоевала золотую медаль на кубке Мира в Штутгарте.
Спортивные журналисты страны признали Наталью Цилинскую лучшей спортсменкой года.
Две бронзовые награды принес белорусским гонщикам прошедший в Москве трековый европейский форум.
На шоссейном чемпионате мира в канадском Гамильтоне групповую гонку на 260 км грамотно провел Александр Усов.
Одним из главных героев 2004 г. стал Константин Сивцов. На шоссейном чемпионате мирп в итальянской Вероне гомельчанин выиграл «золото» в андеровской групповой гонке.
На Олимпиаде в Афинах Наталья Цилинская завоевала «бронзу» в гите.
В 2005 году на шоссе показал себя 17-летний Сергей Попок, ставший бронзовым призёром первенства мира среди юниоров в индивидуальной «разделке».
На мировом трековом чемпионате в Лос-Анджелесе в гите Цилинская стартовала раньше основных конкуренток и завоевала четвёртый чемпионский титул в этом виде.
В 2006 году белорусская команда, одна из самых малочисленных на чемпионате мира по трековому велоспорту в Бордо, завоевала три награды. Цилинская завоевала свою пятую золотую награду в гите и седьмую в карьере.
Шестое место занял Василия Кириенко на шоссейном чемпионате мира в Зальцбурге.
Сидней — уверенная победа в скретче и бронза в групповой гонке по очкам завоеваны Кириенко Василием.
Наталья Цилинская на этапах Кубка мира завоевала девять наград, семь из которых — золотые.

## Руководство
- Председатель ОО «БФВС» — Цилинская Наталья Валерьевна
- Заместитель Председателя — Дворяков Михиал Илларионович
- Заместитель Председателя — Ладутько Николай Александрович

### Попечительский совет[3]
- Заместитель Председателя Минского городского исполнительного комитета, Председатель попечительского совета — Цуран Артем Николаевич
- Белорусский певец и композитор — Алехно Руслан Федорович
- Заместитель Председателя Минского городского исполнительного комитета — Дорохович Александр Викентьевич
- Генеральный директор ЗАО «Юнифуд» — Иванцов Игорь Стахиевич[3]
- Директор Центра банковских услуг ЗАО «Цептер Банк» № 5 г. Минска — Иваненко Александр Леонидович
- Начальник УГАИ МВД Республики Беларусь — Корзюк Дмитрий Михайлович
- Председатель ОО «БФВС» — Цилинская Наталья Валерьевна
- Председатель Национальной государственной телерадиокомпании Республики Беларусь — Эйсмонт Иван Михайлович

### Состав Исполкома[3]
- Борисевич Анатолий Петрович
- Гутарович Евгений Эдуардович
- Дворяков Михиал Илларионович
- Иванов Алексей Владимирович
- Киселевский Иван Иосифович
- Кривошеев Вадим Петрович
- Ладутько Николай Александрович
- Маршалов Игорь Анатольевич
- Мовчан Валерий Иванович
- Муравский Владимир Анатольевич
- Сафонов Василий Иванович
- Сеньковский Игорь Николаевич
- Сумников Игорь Константинович
- Цилинская Наталья Валерьевна
- Шабуня Евгений Петрович

### Состав Бюро[3]
- Борисевич Анатолий Петрович
- Дворяков Михиал Илларионович
- Иванов Алексей Владимирвич
- Ладутько Николай Александрович
- Муравский Владимир Анатольевич
- Сумников Игорь Константинович
- Цилинская Наталья Валерьевна

## Структура ОО «БФВС»

### Председатели
- Цилинская Наталья Валерьевна

### Тренеры национальной сборной
- Кириенко Василий — главный тренер
- Цилинская Наталья — главный тренер
- Синельников Александр — старший тренер
- Голубев Андрей — старший тренер
- Юрченко Юрий — старший тренер
- Ермолюгина Е. — тренер — администратор
- Шилай В. — тренер

### Массажисты, механики, врачи
- Калятко Б. В. — тренер — массажист
- Черноокий А. С. — тренер- массажист
- Терещенко В. О. — врач спортивной медицины
- Севрук Т. Э. — врач спортивной медицины
- Карчевский Э. Е. — механик
- Анцаридзе Л.Т. — механик

## Проекты ОО «БФВС»
- В 2013 году по инициативе Белорусской федерации велосипедного спорта был создан велосипедный клуб «Минск» (Minsk Cycling Club) — первый профессиональный велосипедный клуб в Республике Беларусь.

На данный момент в рамках клуба сформировано 8 команд, в состав которых входят лучшие белорусские шоссейные и трековые гонщики. Помимо трековых и шоссейных команд в клубе есть направления по BMX и триатлону.
- Международный велокарнавал "Viva, Ровар!" (Minsk International Cycling Carnival «Viva, Rovar!»), который не имеет аналогов не только в Республике Беларусь, но и за её пределами.

Впервые «Viva, Ровар!» состоялся в столице Белоруссии в 2015 году, тогда участниками этого уникального мероприятия стало около 3 тысяч человек. К настоящему моменту количество участников достигло отметки в 22 000 человек — велосипедистов-любителей, артистов, профессиональных спортсменов, представителей власти и общественности.
Участниками велокарнавала являются такие известные личности как Наталья Цилинская, Руслан Алехно, Колдун Дмитрий, Владимир Гостюхин, дуэт 2Маши, Александр Иванов и группа «Рондо», группа «J-МОРС», Александр Солодуха и другие.
- Белорусская федерация велосипедного спорта является одним из инициаторов и главных организаторов международных соревнований по велосипедному спорту самого высокого класса на территории Республики Беларусь:

 — UEC Чемпионат Европы по велосипедному спорту на треке 2009
 — UCI Чемпионат мира по велосипедному спорту на треке 2013
 — UCI Кубок мира по велосипедному спорту на треке 2018—2019 (этап)
 — UCI Кубок мира по велосипедному спорту на треке 2019—2020 (этап)
- Международная минская велосипедная неделя (Minsk International Cycling Week) — ещё один уникальный велопроект ОО «БФВС», который объединяет все самые значимые велосипедные мероприятия, проводимые в Белоруссии традиционно в начале очередного велосезона. Велосипедная неделя проводится в Минске с 2018 года и включает в себя такие мероприятия как Международный минский велокарнавал «Viva, Ровар!», международные соревнования по велосипедному спорту на шоссе UCI Europe Tour «Кубок Минска» (Minsk Cup) и «Гран-При Минска» (Grand Prix Minsk) (более 150 спортсменов из 15 стран мира).

- Белорусская федерация велосипедного спорта выступила организатором велогонок в программе II Европейских игр в Минске в 2019 году.

## Велотрек в Белоруссии
В 2009 году в Минске было завершено строительство одного из лучших велотреков Европы — Минск-Арена. Великолепный Велодром имеет успешную историю проведения крупных международных соревнований.
В июле 2009 года проводился Чемпионат Европы по велосипедному спорту на треке. В соревнованиях принимали участие более 400 спортсменов из 30 стран. В течение пяти дней были разыграны 30 комплектов наград в индивидуальных и командных дисциплинах.
20-24 февраля 2013 года в Минске проходил Чемпионат мира по велоспорту на треке. Прекрасная инфраструктура, глубокие традиции велоспорта и поддержка со стороны государства — эти факторы стали определяющими при голосовании представителей почти 100 стран мира. К такому успеху минский Велодром шёл несколько лет, в итоге в белорусской столице с большим успехом прошли вторые по престижности, после Олимпиады, соревнования велогонщиков.
В основе велотрека лежит монолитная железобетонная плита. Сам велотрек состоит из наклонных форм, на которых крепится реечный деревянный настил из сибирской ели. Длина велотрека стандартная 250 м, ширина — 7,38 м, угол наклона составляет 41 градус.
Трибуны рассчитаны на 2000 зрителей.